# Ordine della Croce rossa reale
L'Ordine della Croce rossa reale (in inglese: Royal Red Cross) è una decorazione militare concessa dal Regno Unito e dal Commonwealth per meriti eccezionali di assistenza infermieristica militare. La decorazione venne sovente concessa anche a quelle donne della famiglia reale inglese che presero parte in qualità di crocerossine nella prima o nella seconda guerra mondiale.

## Storia
La decorazione venne stabilita il 27 aprile 1883 dalla regina Vittoria, con un'unica classe di benemerenza di "membro", poi indicata con le lettere post-nominali RRC. Dal 1917 venne a costituirsi una seconda classe inferiore col grado di "associato", indicata con le lettere post-nominali ARRC.
Questa decorazione venne destinata a quelle infermiere che ufficialmente avessero prestato servizio durante qualche conflitto e si fossero distinte per devozione alla propria opera, competenza o coraggio. Questa decorazione venne conferita esclusivamente alle donne sino al 1976, indipendentemente dal rango militare raggiunto. Con la seconda concessione della decorazione i membri di II classe passano alla I classe.

## Insegne
- La medaglia per i membri (croce di I classe) ha forma di una croce dorata, smaltata di rosso con al centro un medaglione in oro riportante l'effigie del monarca regnante. Su ogni braccio della croce, in oro, è inscritta una diversa parola "Faith" (fede), "Hope" (speranza) e "Charity" (carità), mentre sotto la croce si trova la scritta "1883" corrispondente all'anno di fondazione dell'Ordine. Sul retro il medaglione centrale riporta le cifre reali del monarca regnante
- La medaglia per gli associati (croce di II classe) ha forma di una croce argentata, smaltata di rosso con al centro un medaglione in argento riportante l'effigie del monarca regnante. Su ogni braccio della croce, in argento, è inscritta una diversa parola "Faith" (fede), "Hope" (speranza) e "Charity" (carità), mentre sotto la croce si trova la scritta "1883" corrispondente all'anno di fondazione dell'Ordine. Sul retro il medaglione centrale riporta le cifre reali del monarca regnante.
- Per riconoscere ulteriori atti di eccezionale devozione e competenza nell'esercizio delle funzioni infermieristiche o atti di eccezionale coraggio e devozione nello svolgimento del proprio incarico, è possibile l'assegnazione di una barretta ai decorati di prima classe. La barretta è apposta sul nastro della croce ed è realizzata in smalto rosso. Sul solo nastrino viene indossata una rosetta per indicare la barretta alla RRC.
- Il nastro è blu scuro con una striscia rosso cremisi per parte